# 佘城遗址
佘城遗址是一座位于江苏省无锡市江阴市的古城遗址，具有3000多年的历史，总面积近40万平方米。先后被2次发掘，共出土200余件或残缺或完整的古代文物。2013年，中国国务院将之列为第七批全国重点文物保护单位。